# Frisure
Frisure er et fransk låneord for opsætning af hovedhåret. I 1930'erne blev det foreslået at erstatte ordet med det mere danske ord hårset. Det ord vandt aldrig indpas i det danske ordforråd.
Det at opsætte håret har været foretaget med stor iderigdom igennem historien. Moden har skiftet, og længde og udseende har undergået store forandringer. 

## Frisurer
- Afrohår
- Balkanhat
- Chignon
- Cornrows
- Dreadlocks
- Fletninger
- Hanekam
- Hestehale
- Historiske frisurer
- Koslik
- Pagehår
- Proptrækkerkrøller
- Rottehaler
- Sidecut
- Svenskerhår er en hårtype til mænd. Håret når skuldrene, så det dingler, når det rystes. Det er som regel lyst hår. Se personer som Christian Poulsen eller Tobias Grahn.
- Tonsur